# David Harel

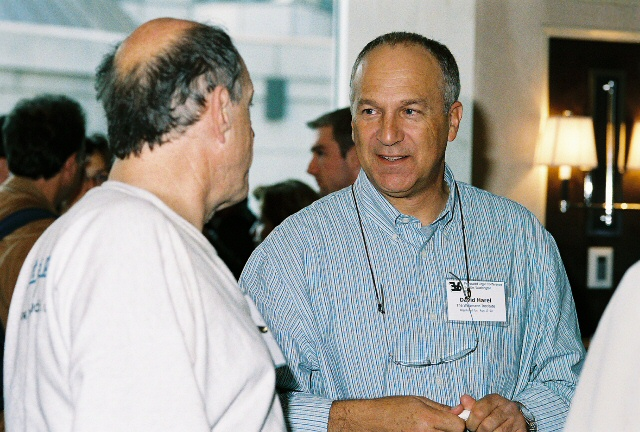
David Harel

David Harel (ur. 1950 w Londynie) – izraelski wykładowca informatyki w Instytucie Weizmana w Izraelu. Jest autorem prac z logiki modalnej, teorii obliczalności i inżynierii oprogramowania oraz autorem cenionej książki „Rzecz o istocie informatyki. Algorytmika” (ang. „Algorithmics: The Spirit of Computing”).
W latach 80. XX wieku stworzył język Statechart, włączony następnie do standardu modelowania UML.
Obecnie jego zainteresowania koncentrują się na badaniu języków wizualnych, sposobów reprezentacji grafów, biologii systemów i komunikacji zapachowej. Pracuje również nad komputerowym modelem nicieni Caenorhabditis elegans, które były pierwszymi organizmami wielokomórkowymi o w pełni zsekwencjonowanym genomie.
Harel był przez siedem lat dziekanem Wydziału Matematyki i Informatyki Instytutu Weizmana. Jest członkiem IEEE oraz ACM.

## Odsyłacz zewnętrzny
- Strona Harela w Instytucie Weizmanna